# Rakovac (gmina Bujanovac)
Rakovac (cyr. Раковац) – wieś w Serbii, w okręgu pczyńskim, w gminie Bujanovac. W 2002 roku liczyła 977 mieszkańców.